# Иван Динков (награда)
Националната литературна награда „Иван Динков“ е учредена през 2006 г. от Община Пазарджик (с Решение № 144 от заседание на ОбС – Пазарджик от 26 юли 2006 г. във връзка със 75-годишнината от рождението на поета, като израз на признание към неговата памет).
Националната литературна награда „Иван Динков“ е учредена като израз на признание към личността и таланта на твореца и почетния гражданин на Пазарджик Иван Динков и се присъжда периодично на 3 (три) години през месец октомври.
Присъжда се за творчески постижения в съвременната българска литература, за изследвания върху творчеството на Иван Динков и за популяризирането му.
С наградата се удостояват съвременни български поети, писатели, литературни критици и изследователи на българската литература.
Към основната награда „Иван Динков“ се присъждат и съпътстващи – за поезия, проза, критика и публицистика – за автори от Пазарджишка област.

## Наградени автори и творби
| № | Година | Жури | Лауреати |
| - | ------ | --- | --- |
| 1 | 2006   | Жури с председател Антон Дончев и членове Никола Радев, Михаил Неделчев, Иван Гранитски и Андрей Андреев.            | - проф. Светлозар Игов – литературен критик и историк, есеист, романист и поет. - Специалната награда за принос в изследване творчеството на поета Иван Динков е присъдена на литературния критик Никола Иванов за книгата му „Иван Динков. Монография. Литературна анкета“, както и за приноса му към изследването на творчеството на поета в многобройни публикации. - Наградени местни творци в съпътстващия литературен конкурс са: - за поезия – Атанас Иванов, - за проза – Стефка Венчева, - за публицистика – Костадин Пампов. |
| 2 | 2009   | Жури с председател Светлозар Игов и членове проф. Петър Велчев, Младен Влашки, Благовеста Касабова и Петър Георгиев. | - Белла Цонева за книгата ѝ „На Изток от Иван“. - Наградата за поезия – Петко Братинов. - Наградени местни творци в съпътстващия литературен конкурс са: - за поезия – Спас Мантаров, - за критика – Георги К. Спасов, - за проза – панагюрският автор Димитър Дънеков, - за публицистика – Стефан Димов, сътрудник на „Пазарджишка Марица“. |
| 3 | 2012   | Жури с председател Благовеста Касабова.                                                                              | - Литературният критик Никола Иванов. - Наградата за поезия – Иван Енев. - Наградени местни творци в съпътстващия литературен конкурс са: - за поезия – Елена Деянова и Митко Начев, - за критика – не се присъжда, - за проза – не се присъжда. |
| 4 | 2016   | | - Литературният критик Пламен Дойнов и поетът Иван Цанев. - Наградени местни творци в съпътстващия литературен конкурс са: - за поезия – Ели Деянова, - за критика – Никола Иванов. |
| 5 | 2021   | | - Поетът Борислав Петров и поетът, писател и публицист Борислав Геронтиев. - Наградени местни творци в съпътстващия литературен конкурс са: - за поезия – Тодор Каракашев, - за проза – Милен Спасов, - за критика – Никола Иванов. |
| 6 | 2024   | | - Боян Ангелов и Борис Христов. - Наградени местни творци в съпътстващия литературен конкурс са: - за поезия – Катерина Георгиева, - за проза – Костадин Пампов, - за критика – Никола Иванов. |